# Eugenio Giani

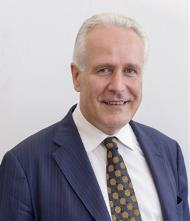
Eugenio Giani (2016)

Eugenio Giani (* 30. Juni 1959 in Empoli) ist ein italienischer Politiker.
Giani begann seine politische Tätigkeit in der Italienischen Sozialistischen Partei und war im Stadtrat von Florenz aktiv, dessen Präsident er 2009 wurde. Im selben Jahr wurde er Mitglied der Demokratischen Partei.
Bei den toskanischen Regionalwahlen 2015 erhielt er 10.505 persönliche Präferenzen nur in der Stadt Florenz und wurde am 25. Juni 2015 zum Präsidenten des Regionalrates der Toskana gewählt.
Giani setzte sich bei den Regionalwahlen 2020 mit 48,6 Prozent der Stimmen gegen Susanna Ceccardi (40,4 Prozent) durch und wurde zum Präsidenten der Toskana gewählt. Mit einem Alter von 61 Jahren war er bei seiner Wahl der bisher älteste designierte Präsident. Am 8. Oktober 2020 wurde er offiziell als Präsident vereidigt.